# 椿三十郎
『椿三十郎』（つばきさんじゅうろう）は、1962年（昭和37年）1月1日に東宝が封切り公開した日本映画（時代劇）である。監督は黒澤明。
白黒、東宝スコープ、96分。前年に公開された映画 『用心棒』の続編的作品とされる。

## 概要

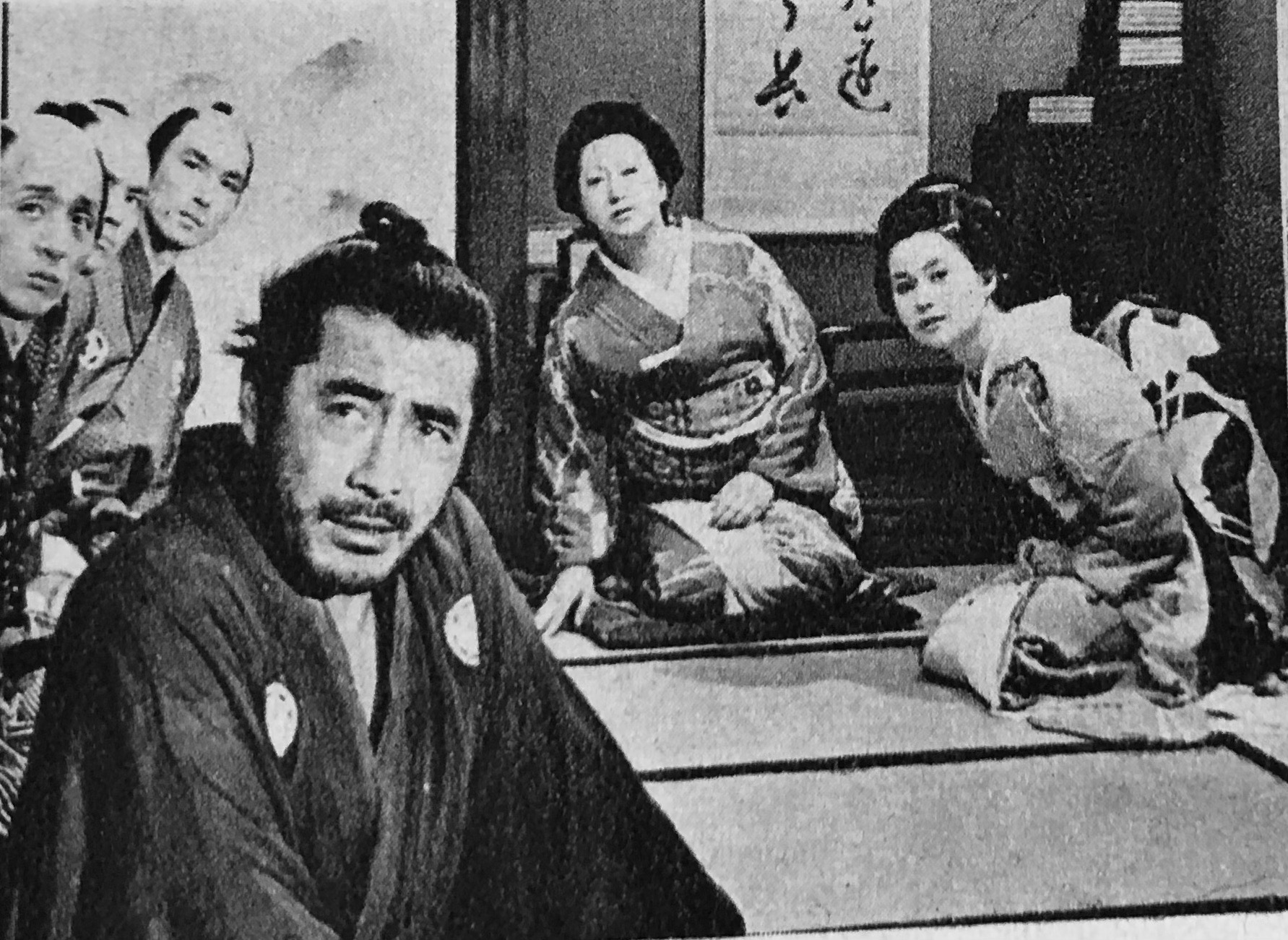
左から田中邦衛、平田明彦、三船敏郎、入江たか子、団令子

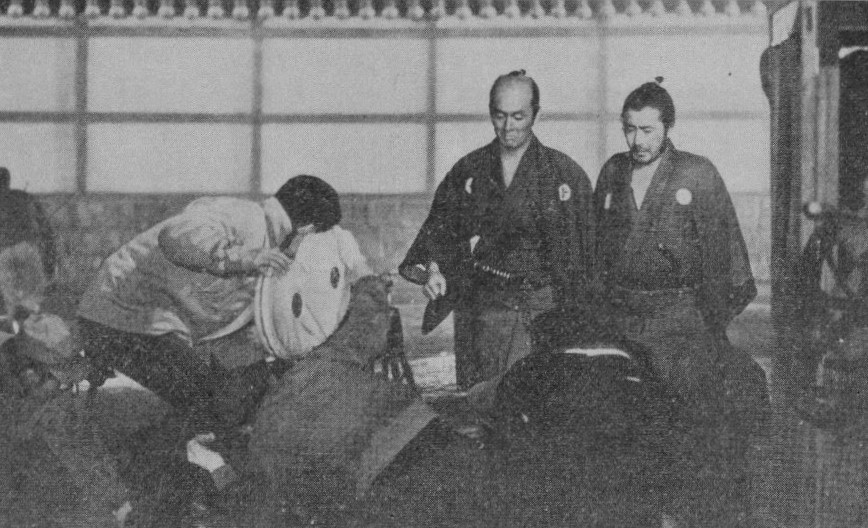
撮影現場。仲代達矢と三船敏郎。

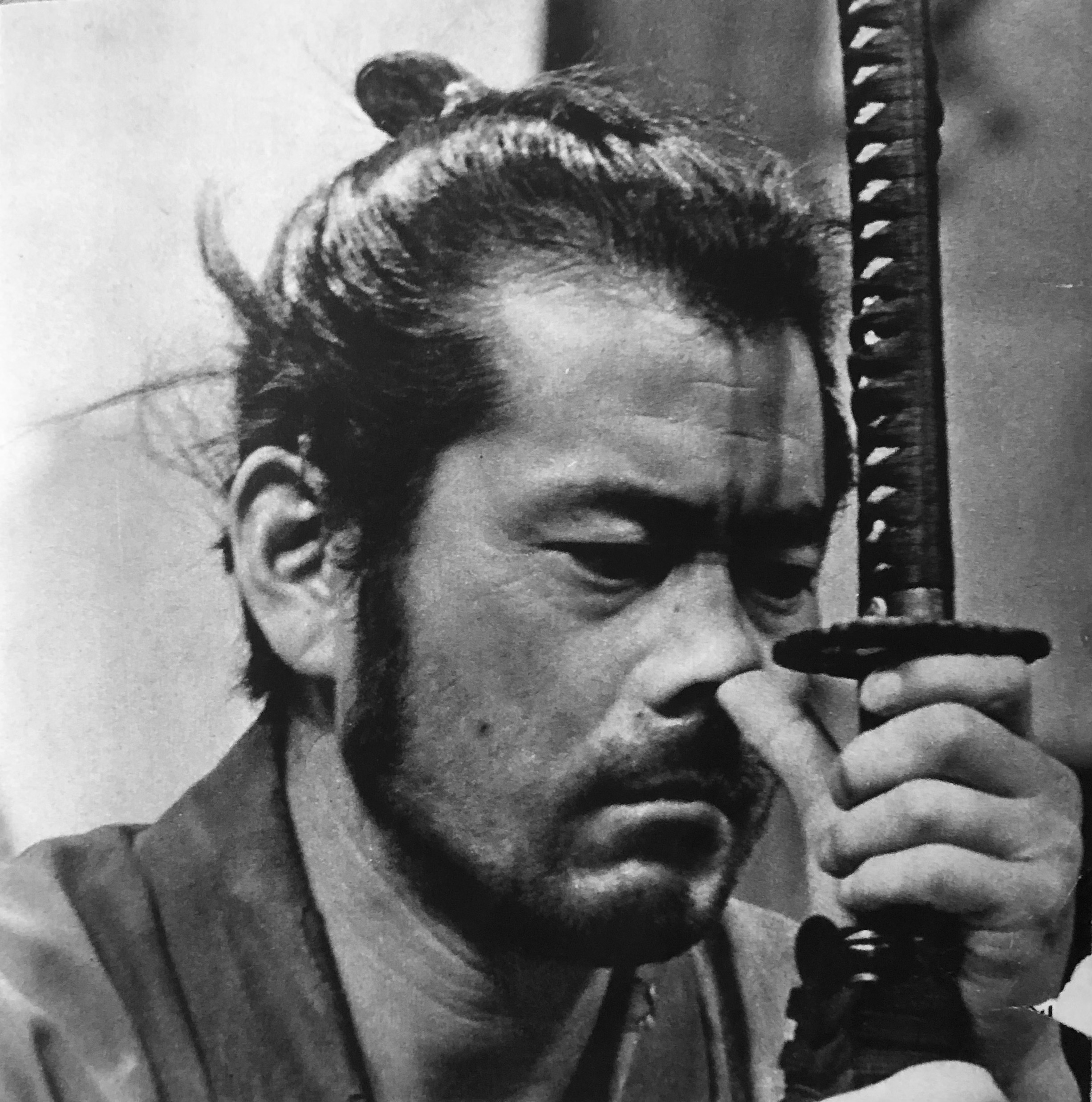
三船敏郎

東宝の正月映画だが、完成が遅れ元日の封切りとなっている（通常正月興行は年末から）。この作品は元々、かつて黒澤組のチーフ助監督であった堀川弘通の監督作品として黒澤が執筆した、山本周五郎原作の『日日平安』の脚本がベースになっている。『日日平安』は原作に比較的忠実に、気弱で腕もない主人公による殺陣のない時代劇としてシナリオ化されたが、東宝側が難色を示したため、この企画は実現しなかった。その後、『用心棒』の興行的成功から、「『用心棒』の続編製作を」と東宝から依頼された黒澤は、日の目を見ずに眠っていた『日日平安』のシナリオを大幅に改変し、主役を腕の立つ三十郎に置き換えて『椿三十郎』としてシナリオ化した（共同執筆は小国英雄と菊島隆三）。なお、黒澤は『日日平安』の主役には小林桂樹かフランキー堺を想定しており、『椿三十郎』で小林が演じた侍の人物像には『日日平安』の主人公のイメージが残っている。
ラストの三船と仲代の決闘シーンで、ポンプを使う手法で斬られた仲代の身体から血が噴き出すという特殊効果が用いられた。この手法自体はすでに『用心棒』で使われていたが、夜間シーンで画面が暗いことと出血の量が少なかったために『用心棒』では目立たなかった。今回ピーカン (快晴)で撮った『椿三十郎』での印象があまりにも強かったため、殺陣において最初にこの手法を採用した映画は『椿三十郎』だと一般に誤解されるきっかけとなった。とはいえ、血飛沫が噴き出す表現が、この映画以降の殺陣やアクションシーン等で盛んに模倣されるようになったのは事実である。他にも三十郎が、わずか40秒で30人を叩き斬るシーンなど殺陣の見所が多い。
本作は第36回キネマ旬報ベスト・テン日本映画第5位にランクインされた。また、1999年にキネマ旬報社が発表した「映画人が選ぶオールタイムベスト100・日本映画編」では82位にランクインされた。1995年にイギリスのBBCが発表した「21世紀に残したい映画100本」には『西鶴一代女』（溝口健二監督、1952年）、『東京物語』（小津安二郎監督、1953年）、『乱』（黒澤監督、1985年）、『ソナチネ』（北野武監督、1993年）とともに選出された。

### エピソード
黒澤明監督は、本作に登場する9人の若侍たちを時代劇ではなく現代の若者そのままで演らせたがり、本読みの段階でも本番さながらにカツラを着けメイクをし、衣装を着させてこれを行わせた。撮影に際しては、抜刀の場面がほとんどないにも拘らず真剣を帯びさせたため、撮影中に刀で自分の手を切った者もいた。
また、本読み後はそのままの姿で撮影所内をジョギングさせ、最後に小道具係の作った藁人形に向かって抜刀して走り、これを斬り倒させ、これを連日繰り返させた。この光景を見た他の組の連中からは「9人の馬鹿侍」などとひやかされたという。
オープンセットで若侍の4人が敵の捕虜になる場面では、後ろ手に縛られたまま忘れられて長時間放置され、騒いでやっと縄を解いてもらった。土屋嘉男が「こりゃあ監督のおごりでチャーシュウメンの一杯も食わせてもらわにゃなあ」とぼやくと、しばらくして本当にチャーシュウメン（チャーシューメン）の出前が来た。空腹を抱えた他の俳優全員、中でも「チャーシュウメンが大好きで、年がら年中昼飯がチャーシュウメン」という三船敏郎が凝視する中、4人は居直ってこれをたいらげた。翌日、黒澤監督は土屋に「昨日三船に怒られちゃったよ、若侍を甘やかしすぎですって」と告げたという。
また、一方で切られ役の20人以上が、2月の寒中で血糊をかぶったまま横たわっているのを知りながら、夜食にラーメンを食べていた加山雄三や田中邦衛ら若手侍役を、三船は次の撮影の殴打シーンのときに本気で殴ったという。彼らだけが暖かい思いをしていたことを叱責する意図だった。
撮影が終わると、黒澤監督はお気に入りの役者だけを集めて夕食を採ったが、食後はいつも必ず『聖者の行進』と『かっこうワルツ』を合唱させられるので、全員これに飽きてしまった。ある晩、監督が便所に立った隙に大方が逃げてしまい、土屋と田中邦衛と新人の3人だけが捕まって、部屋で別れの芝居の練習を命じられた。三人は部屋で練習するうち監督の物真似大会となってしまい、これを監督本人に見られて怒らせてしまった。翌日のロケでも黒澤監督は不機嫌なままで、田中は「これでもうこれっきりになっちゃった」と落ち込んでいたという。
ラストの三十郎と半兵衛の決闘では、斬られた半兵衛がポンプ仕掛けで血飛沫を飛ばすが、最初のカットでは「血の噴水」が遅れてNGとなり、一同大爆笑となった。2度目のテイクでOKとなったが、この血飛沫は公開後、「はたしてあそこまで血が噴出するものか」と、観客の間で医者まで巻き込む大論争となった。土屋もこの場面については、「ちょっと、血が出過ぎたみたい……」と感想を述べている。
本作では三十郎が30人の相手を次々と斬り倒す場面があるが、これは前作『用心棒』の「7人」よりさらに殺陣をエスカレートさせたもので、この「瞬時に、何秒間に何人」という指示は黒澤監督から直接、殺陣担当の久世竜に出たものだった。久世は「そうでないと話がこわれてしまうから、という命令なんです」とこのときの様子を語っている。望遠レンズで撮るため、実際には30人のところを40人斬らなければリアルさが出ず、久世の苦労は並大抵のものではなかった。
黒澤明監督は昭和29年の『七人の侍』を皮切りに時代劇にリアルさを求めていた。前年の『用心棒』、そして本作ではリアル志向がさらに強まり、立ち廻りの場面で、刀がぶつかり肉が斬れる激しい効果音、飛び散る血飛沫が描かれた。こういったリアルな描写は、敗戦までは日本当局によって、そして戦後はGHQによって禁止され、検閲でカットされてきたものであり（→日本における検閲）、黒澤がこれを描いて以後、黒澤の手法を真似たチャンバラ映画が続出することとなった。
ところが、『椿三十郎』以降の日本の時代劇映画で黒澤の手法を用いた描写が流行してしまったため、一時は欧州の新聞が映画祭のルポで、「日本の時代劇のヘモグロビンの噴射は、もうたくさんだ!」などとして悪口を書きたて、この種の時代劇作品が「ヘモグロビン噴射剤」などと皮肉を込めて呼ばれることとなってしまった。これに黒澤監督は強い罪悪感を抱き、「人を斬る音と、血の噴出を日本の時代劇で流行させてしまった本家本元は、自分だ」と言って、本作『椿三十郎』の後、黒澤監督は派手な殺陣をみせる豪快なチャンバラ映画を作らなくなってしまった。『赤ひげ』での乱闘は武道を使った素手によるもので、これは黒澤の反省の表れだった。
作品の象徴である「赤いツバキ」はスタッフがモノクロの画面の中で、どんな色にしたら本当に赤であるように見えるか、と研究した結果、赤いものより黒く塗ったもののほうがモノクロの映像では赤であるかのように見えたため、撮影現場で黒く塗ったものである。また、モノクロの中で赤い椿だけカラーで写す構想があったが、技術的問題で実現しなかった。しかし、翌年の『天国と地獄』で煙突から桃色の煙が出るシーンでその念願を叶えた。

## あらすじ
真夜中の森の中。古びた社殿に集まった若侍たちは藩内の汚職の元凶である次席家老の黒藤と国許用人の竹林に対する告発書をまとめ、藩の要人に対して是正を求めていた。代表として会見をした井坂が語るには、城代家老の睦田は「悪いやつは意外なところにいる。危ない、危ない」と意見書を破り捨てた。次に大目付の菊井に話を持ち込むと、睦田の発言を聞かされた菊井は若侍と共に決起する事を約束した。
心強い味方ができたと喜ぶ若侍たちの前へ、拝殿の奥からひとりの浪人が現れた。謀議を聞かれたと緊張する一同だが、たまたま無賃宿泊のため寝ていた男は、度量が大きい睦田に対して、藩内を監察する役目でありながら揉め事を煽る菊井が可怪しいと指摘。半信半疑の井坂たちから、今日はこの場所で菊井と面会する約束だと聞かされた浪人が壁の隙間から外の様子を伺うと、周りは実は汚職の黒幕だった菊井の手下で囲まれていた。
自暴自棄となり斬り込もうとする若侍たちを床下に隠れさせ、浪人はわざと菊井の手下連中に喧嘩を売り注意を逸らす。度胸と腕を見せた浪人に、菊井の腹心である室戸半兵衛は、仕官したければ大目付の役宅まで訪ねて来いと声をかけ、仲間に引き上げを命じた。機転によって危機を脱し、礼を述べた若者たちへ向かい、懐が寂しい浪人は幾ばくかの銭を要求。「あばよ」と別れを告げ背中を向けたが、真相を察している城代家老を菊井が放っておかないであろうことに気づく。気負って虎口に飛び込もうとする若侍9人らに、浪人は「危なっかしくて見ていられない」と加わる。
浪人の予想通り、既に城代屋敷は菊井の手に落ち、睦田はどこかに連れ去られていた。菊井らは、一石二鳥として自分たちの汚職を睦田になすりつけようとも企んでいた。再び浪人の策により、見張りの隙を突いて睦田の妻と娘を奪還することに成功し、見張りのひとりを捕らえた若侍たちは、若侍のひとりである寺田の家に潜伏する。灯台下暗しのことわざどおり、寺田家は黒藤の屋敷とは塀一枚を隔てた隣にあった。その黒藤屋敷は、別名椿屋敷と呼ばれるほど庭の椿が見事だった。睦田の妻から名を問われた浪人は、壁越しに黒藤家の椿を眺めながら椿三十郎、歳はもうそろそろ四十郎と名乗る。
睦田を助け出せれば菊井らは失脚するとして、若侍たちはまず睦田の監禁場所を特定しようとする。一方で、菊井らも、のらりくらりと要求をかわす睦田に手を焼いており、要求を飲み込ませる人質とするため、連れ去られた彼の妻子の行方を捜そうとする。そこで菊井らは、汚職の疑いがある睦田を拘束したとの高札を出すとともに、空の駕籠を使って3人が一同に会するように装い、若侍らを誘き出す策を立てる。三十郎は警告を発するが、若侍らはその罠に誘われてしまう。若侍たちが駕籠を襲撃する寸前に、高札の内容を信じた武士たちが菊井らを警護するつもりで駆け付けたことで罠の正体が発覚し、危うく難を免れた。
次に三十郎は、社殿で遭遇した室戸に仕官を誘われたことを利用して菊井の懐に潜入し、睦田の居場所を探る策を立て、ひとり室戸のもとを訪れる。三十郎を招き入れた室戸は、菊井達にただ従っているわけではなく、彼らを利用して立身したいという本心を明かす。ところが、相変わらず三十郎を信用しきれない保川らが室戸と三十郎を尾行するよう主張したため、役宅を出た二人を尾行した仲間が逆に捕まってしまい、三十郎の策は破綻する。結局、三十郎は捕虜らを逃がすために室戸が不在の隙を突き、その場にいた菊井の家来らを皆殺しにして彼らを助け出し、その後に駆け付けた室戸には大人数によって襲撃されてみずからは降伏したと芝居を打つ。
寺田の家に戻り新たな策を思案する一同だったが、椿屋敷から流れてくる小川に、睦田に手渡した意見書の破片があることに気づく。他ならぬ椿屋敷こそ睦田が監禁されている場所であり、彼は敵の隙を突いて袂に入れていた意見書を小川に流したのだった。菊井はその椿屋敷に大勢を配置して防備を固めていた。そこで三十郎は若侍たちが町外れの寺に潜伏していると嘘をついて椿屋敷の兵を移動させ、その隙をついて屋敷を襲撃する策を立てる。その際、襲撃の合図として色は何でもいいから大量の椿の花を小川に流すことに決まる。
椿屋敷にやってきた三十郎は計画通り、町外れの寺の山門の上で寝ていたら若侍らを目撃したと室戸に話す。菊井はみずから手勢を率いて出立し、椿屋敷の警備は空になる。ところが、肝心の椿の花を流すために赤い花を集めていたところを室戸に見つかり捕まってしまった上に、佩刀に付着した新しい血脂や、町外れの寺の山門は藁屋根のため2階が無いことが露見してしまう。派遣した兵を室戸が急いで呼び戻しに行っている間、三十郎は残った黒藤らに、若侍たちが隣家に待機していて間もなくこの屋敷は襲撃されると話し、赤い椿の花が決行の、そして白い椿の花は中止の合図で、合図が無ければやはり乗り込んでくると嘘をつく。黒藤らが急いで集めて小川に流した白い椿の花を合図に、若侍らは屋敷を襲撃して菊井らを制圧し、睦田を救出することに成功する。室戸と菊井は兵とともに駆け戻って来たが時すでに遅く、目にしたのは睦田の代わりに蔵へ閉じ込められた黒藤たちの姿だった。
後日、睦田は若侍らを集めて感謝の意を告げ、事件の顛末として黒藤と竹林には家名断絶・お家追放の処分が決まったこと、菊井が沙汰の前にみずから切腹したこと、そして睦田自身は隠居させるなどもっと穏便な処置にとどめたかったと話す。その場には本来、三十郎もいるはずであったが姿を見せず、間もなく何も告げずに旅立ったことを知って、若侍らは急いで彼の後を追うが、睦田は三十郎が戻って来ることはないと予見する。若侍らが西の郊外で三十郎に追いついたところ、そこには室戸もいた。室戸は彼をだました三十郎を非難し、決闘を申し込む。若侍らが見守る中、しばらく2人は無言で対峙し、そして三十郎が一瞬の居合抜きで室戸を斬り倒す。三十郎は室戸を自分と同じ抜身の刀のような男であったと評し、若侍らにはそのようにはならないよう諭して、再び「あばよ」と告げその場を去っていく。

## スタッフ
- 製作 - 田中友幸、菊島隆三
- 原作 - 山本周五郎『日々平安』より
- 脚本 - 菊島隆三、小国英雄、黒澤明
- 撮影 - 小泉福造、斎藤孝雄
- 美術 - 村木与四郎
- 録音 - 小沼渡
- 照明 - 猪原一郎
- 音楽 - 佐藤勝
- 整音 - 下永尚
- 監督助手 - 森谷司郎
- 現像 - キヌタ・ラボラトリー
- 製作担当者 - 根津博
- 剣技指導 - 久世竜[5]
- 監督 - 黒澤明

## 出演者
- 椿三十郎 - 三船敏郎
- 室戸半兵衛 - 仲代達矢
- 井坂伊織 - 加山雄三
- 見張りの侍 木村 - 小林桂樹
- 次席家老 黒藤 - 志村喬
- 国許用人 竹林 - 藤原釜足
- 広瀬俊平 - 土屋嘉男
- 保川邦衛 - 田中邦衛
- 千鳥 - 団令子
- 城代家老 睦田弥兵衛 - 伊藤雄之助
- 寺田文治 - 平田昭彦
- 睦田夫人 - 入江たか子
- 大目付 菊井六郎兵衛 - 清水将夫
- 守島隼人 - 久保明
- 河原晋 - 太刀川寛
- 関口信伍 - 江原達怡
- 黒藤家三太夫 - 小川虎之助
- 足軽 - 堺左千夫
- 八田覚蔵 - 松井鍵三
- 腰元 こいそ - 樋口年子
- 守島広之進 - 波里達彦
- 菊井の配下 - 佐田豊
- 菊井の配下 - 清水元
- 騎馬の侍 - 大友伸
- 見張の侍 - 広瀬正一
- 騎馬の侍 - 大橋史典

## 同時上映
- 『喜劇 駅前弁当』

脚本 - 長瀬喜伴、監督 - 久松静児、主演 - 森繁久彌、東京映画作品
1962年（昭和37年）1月1日と1月2日に、それまで上映された『アワモリ君西へ行く』（監督 - 古澤憲吾、主演 - 坂本九、宝塚映画作品）に代わって公開。
- 『サラリーマン清水港』

脚本 - 笠原良三、監督 - 松林宗恵、主演 - 森繁久彌
1962年（昭和37年）1月3日以降に『駅前弁当』に代わって公開。